# Grand Prix-wegrace van Duitsland 1968
De Grand Prix-wegrace van Duitsland 1968 was de eerste Grand Prix van het wereldkampioenschap wegrace in het seizoen 1968. De races werden verreden op 20- en 21 april 1968 op de Südschleifde van de Nürburgring nabij Nürburg. Alle klassen kwamen aan de start. De 125cc-klasse en de 350cc-klasse reden op zaterdag, de overige klassen op zondag.

## Algemeen
De Duitse Grand Prix trok - met veel beter weer dan het jaar ervoor - ongeveer 230.000 toeschouwers. De races werden gecombineerd met autoraces in de Duitse nationale Formule Vee en Formule 2.

## 500cc-klasse
Hoewel er in de winter nog wat geruchten waren geweest over nieuwe motorfietsen voor de 500cc-klasse, bleken ze bij de openingsrace in Duitsland niet aan de start te staan. Er was sprake geweest van de komst van de Lynton, een zelfbouwmachine van Colin Lyster met een half motorblok van een Hillman Imp, de Linto, een constructie van Lino Tonti en Giorgio Premoli met twee 250cc-Aermacchi Ala d'Oro cilinders, de driecilinder Cardani van Carlo Savaré en Daniele Fontana en de Métisse-URS van Derek Rickman en Helmut Fath. Die laatste verscheen ten minste nog, maar trainde alleen tot rijder John Blanchard ermee viel. Door het wegblijven van Honda had Giacomo Agostini het ook in de 500cc-race voor het zeggen. Aanvankelijk reed John Hartle (Métisse) op de tweede plaats, maar hij viel uit kort voordat de race vroegtijdig werd afgevlagd. Dat laatste gebeurde in de 19e ronde, gedwongen door een flinke bosbrand. Omdat meer dan de helft van de race verreden was werden de posities van dat moment vastgelegd. Ago won aldus ver vóór Dan Shorey (Norton Manx) en Peter Williams (Matchless G50).
| Pos | Coureur             | Merk              | Tijd      | Punten |
| --- | ------------------- | ----------------- | --------- | ------ |
| 1   | Giacomo Agostini    | MV Agusta         | 1:01"23'3 | 8      |
| 2   | Dan Shorey          | Norton            | +1 ronde  | 6      |
| 3   | Peter Williams      | Arter-Matchless   | +1 ronde  | 4      |
| 4   | Gyula Marsovszky    | Matchless         | +1 ronde  | 3      |
| 5   | Bohumil Staša       | ČZ                | +1 ronde  | 2      |
| 6   | Rodney Gould        | Norton            | +2 ronden | 1      |
| 7   | Ron Chandler        | Seeley            |           |        |
| 8   | Errol Cowan         | Matchless         |           |        |
| 9   | Heinrich Rosenbusch | Norton            |           |        |
| 10  | Paul Eickelberg     | Norton            |           |        |
| 11  | Armand Nerger       | Honda             |           |        |
| 12  | Walter Scheimann    | Norton            |           |        |
| 13  | Dieter Dögmann      | BMW               |           |        |
| 14  | Edy Lenz            | Matchless         |           |        |
| 15  | Keith Turner        | Matchless         |           |        |
| 16  | Ferdinand Kazcor    | BMW               |           |        |
| 17  | Hartmut Allner      | Matchless         |           |        |
| 18  | György Kurucz       | Métisse-Matchless |           |        |
| 19  | Ralf Engelhardt     | Norton            |           |        |

| Coureur             | Merk                     | Oorzaak |
| ------------------- | ------------------------ | ------- |
| Jack Findlay        | McIntyre-Matchless       |         |
| John Dodds          | Norton                   |         |
| Kel Carruthers      | Norton                   | Motor   |
| Ernst Weiss         | Seeley                   |         |
| Hans-Jürgen Melcher | Honda                    |         |
| Hans-Otto Butenuth  | BMW                      |         |
| Heiner Butz         | Bianchi                  |         |
| Karl Hoppe          | Matchless                |         |
| Manfred Gäckle      | Matchless                |         |
| Peter Hampe         | Norton                   |         |
| Rolf Fenker         | Norton                   |         |
| Rolf Thiemig        | Norton                   |         |
| Rupert Bauer        | BMW                      |         |
| Udo Konchanski      | BMW                      |         |
| Billie Nelson       | Hannah-Paton             |         |
| Derek Woodman       | Seeley-Matchless         |         |
| John Hartle         | Cowles-Métisse-Matchless | Motor   |
| Maurice Hawthorne   | Norton                   |         |
| Rex Butcher         | Norton/ Matchless        |         |
| Steve Spencer       | Norton                   |         |
| Angelo Bergamonti   | Paton                    |         |
| Marty Lunde         | Norton                   |         |

| Coureur        | Merk        | Oorzaak         |
| -------------- | ----------- | --------------- |
| John Blanchard | Métisse-URS | Val in training |

| Coureur             | Merk             | Oorzaak |
| ------------------- | ---------------- | ------- |
| Bernie Lund         | Matchless        | [ 1 ]   |
| Barry Randle        | Norton           |         |
| Bill Smith          | Matchless        |         |
| Brian Ball          | Seeley           |         |
| Godfrey Nash        | Norton           |         |
| John Cooper         | Seeley-Matchless |         |
| Percy Tait          | Triumph          |         |
| Rob Fitton          | Norton           |         |
| Alberto Pagani      | Linto            |         |
| Renzo Pasolini      | Benelli          | [ 2 ]   |
| Silvano Bertarelli  | Paton            | [ 2 ]   |
| Nikolaj Sevast'ânov | Vostok           | [ 3 ]   |

## 350cc-klasse
Op de Südschleife van de Nürburgring trainde Renzo Pasolini als snelste met de 350cc-Benelli. Opmerkelijk is dat ook Phil Read aan die training meedeed en met een tot 251 cc opgeboorde Yamaha RD 05 A zelfs even snel trainde als Giacomo Agostini met de MV Agusta. Read kwam echter niet aan de start, hij kreeg te weinig startgeld. In de race liet Agostini er geen misverstand over bestaan wie de snelste was. Hij startte als snelste en Pasolini kon hem in de eerste bocht nog uitremmen, maar daarna begon Ago snel weg te lopen. Aan het einde van de race had hij 40 seconden voorsprong op Pasolini en waren alle andere deelnemers op 1 tot 4 ronden achterstand gereden. Kel Carruthers werd met een Drixton-Aermacchi derde.
| Pos | Coureur          | Merk              | Tijd      | Punten |
| --- | ---------------- | ----------------- | --------- | ------ |
| 1   | Giacomo Agostini | MV Agusta         | 1:03"41'1 | 8      |
| 2   | Renzo Pasolini   | Benelli           |           | 6      |
| 3   | Kel Carruthers   | Drixton-Aermacchi |           | 4      |
| 4   | Ginger Molloy    | Bultaco           |           | 3      |
| 5   | Dan Shorey       | Norton            |           | 2      |
| 6   | Bohumil Staša    | ČZ                |           | 1      |
| 7   | John Hartle      | Métisse-Aermacchi |           |        |

| Coureur           | Merk              |
| ----------------- | ----------------- |
| Jack Findlay      | Aermacchi         |
| František Šťastný | Jawa              |
| Heinz Rosner      | MZ                |
| Karl Hoppe        | Aermacchi         |
| Bill Smith        | Honda             |
| Billie Nelson     | Hannah-Paton      |
| Brian Steenson    | Aermacchi         |
| Dave Simmonds     | Kawasaki          |
| Derek Woodman     | Métisse-Aermacchi |
| John Cooper       | Seeley            |
| Bruno Spaggiari   | Ducati            |
| Gilberto Milani   | Aermacchi         |
| Silvio Grassetti  | Benelli           |

## 250cc-klasse
In Duitsland viel Phil Read in de 250cc-klasse al snel uit, waardoor Bill Ivy met zijn Yamaha RD 05 A het rijk alleen had. Hij reed ver voorop en won gemakkelijk. De strijd om de tweede plaats ging tussen vier rijders: Ginger Molloy (Bultaco), Kent Andersson (Yamaha), Siegfried Möhringer (Neckermann-MZ) en Rodney Gould (Bultaco-Yamaha). Möhringer was de snelste, maar reed van de baan en moest met hoofdletsel naar het ziekenhuis worden afgevoerd. Molloy werd uiteindelijk tweede en Andersson, die in een opvallende witte race-overall reed, werd derde.
| Pos | Coureur          | Merk           | Tijd     | Punten |
| --- | ---------------- | -------------- | -------- | ------ |
| 1   | Bill Ivy         | Yamaha         | 55"51'9  | 8      |
| 2   | Ginger Molloy    | Bultaco        | +3"01'2  | 6      |
| 3   | Kent Andersson   | Yamaha         | +3"05'5  | 4      |
| 4   | Rodney Gould     | Bultaco-Yamaha | +3"07'7  | 3      |
| 5   | Jack Findlay     | Bultaco        | +1 ronde | 2      |
| 6   | Santiago Herrero | Ossa           | +1 ronde | 1      |
| 7   | Gyula Marsovszky | Bultaco        |          |        |
| 8   | Dieter Braun     | Aermacchi      |          |        |
| 9   | Lothar John      | Suzuki         |          |        |

| Coureur             | Merk          | Oorzaak |
| ------------------- | ------------- | ------- |
| Siegfried Möhringer | Neckermann-MZ | Val     |
| Phil Read           | Yamaha        |         |

| Coureur         | Merk      |
| --------------- | --------- |
| Heinz Rosner    | MZ        |
| Paul Eickelberg | Aermacchi |
| Carlos Giró     | Ossa      |
| Carlos Rocamora | Bultaco   |
| Bill Smith      | Yamaha    |
| Malcolm Uphill  | Suzuki    |
| Rex Butcher     | Suzuki    |
| László Szabó    | MZ        |
| Gilberto Milani | Aermacchi |
| Renzo Pasolini  | Benelli   |
| Ginger Molloy   | Bultaco   |
| Gordon Keith    | Yamaha    |

## 125cc-klasse
In de training van de Grand Prix van Duitsland had Bill Ivy met de Yamaha RA 31 A verreweg de snelste tijd gereden, 6½ seconde sneller dan teamgenoot Phil Read. Read nam de leiding in de race van Ivy over en was duidelijk wat handiger bij het passeren van achterblijvers, waardoor hij ook uitliep. In de negende ronde maakte Ivy een pitstop en even later viel hij definitief uit met een kapotte versnellingsbak. Hans Georg Anscheidt werd daardoor met zijn ex-fabrieks Suzuki RT 67 tweede. De enige echt nieuwe machine in de 125cc-klasse was de MZ, maar die kon/mocht in Duitsland niet aan de start komen. Bij een eventuele overwinning weigerde men op grond van de Hallsteindoctrine de DDR-vlag te hijsen en dus verbood een Oost-Duitse official van de "Allgemeiner Deutscher Motorsport Verband" Heinz Rosner, de enige fabrieksrijder van MZ, te starten.
| Pos | Coureur              | Merk          | Tijd    | Punten |
| --- | -------------------- | ------------- | ------- | ------ |
| 1   | Phil Read            | Yamaha        | 44"29'9 | 8      |
| 2   | Hans Georg Anscheidt | Suzuki        |         | 6      |
| 3   | Siegfried Möhringer  | Neckermann-MZ |         | 4      |
| 4   | Dieter Braun         | Neckermann-MZ |         | 3      |
| 5   | Kent Andersson       | MZ            |         | 2      |
| 6   | Kel Carruthers       | Honda         |         | 1      |
| 7   | Ángel Nieto          | Derbi         |         |        |

| Coureur  | Merk   | Oorzaak         |
| -------- | ------ | --------------- |
| Bill Ivy | Yamaha | Versnellingsbak |

| Coureur      | Merk | Oorzaak           |
| ------------ | ---- | ----------------- |
| Heinz Rosner | MZ   | Hallsteindoctrine |

| Coureur           | Merk     |
| ----------------- | -------- |
| Friedhelm Kohlar  | MZ       |
| Günter Bartusch   | MZ       |
| Hartmut Bischoff  | MZ       |
| Heinz Rosner      | MZ       |
| Jürgen Lenk       | MZ       |
| Thomas Heuschkel  | MZ       |
| Lothar John       | MZ       |
| Walter Scheimann  | Honda    |
| Pedro Álvarez     | Bultaco  |
| Salvador Cañellas | Bultaco  |
| Dave Simmonds     | Kawasaki |
| Steve Murray      | Honda    |
| Tommy Robb        | Bultaco  |
| János Reisz       | MZ       |
| László Szabó      | MZ       |
| Giuseppe Visenzi  | Montesa  |
| Jan Huberts       | MZ       |
| Ginger Molloy     | Bultaco  |
| Gordon Keith      | Montesa  |

## 50cc-klasse
In de 50-openings-Grand Prix van 1968 had Hans Georg Anscheidt in de trainingen hard moeten werken om zijn Suzuki RK 67 tweecilinder aan het lopen te krijgen, maar tijdens de race liep de machine prima. Martin Mijwaart leidde de wedstrijd tot honderd meter na de start, maar zijn Jamathi kwam niet snel genoeg op toeren waardoor door een aantal coureurs gepasseerd werd. Toch wist hij weer op te klimmen naar de tweede plaats door Rudolf Kunz (Kreidler) te passeren. Hij viel in de achtste ronde uit met ontstekingsproblemen. Anscheidt won soeverein, Kunz werd tweede en Rudolf Schmälze (Kreidler) werd derde.
| Pos | Coureur              | Merk     | Tijd     | Punten |
| --- | -------------------- | -------- | -------- | ------ |
| 1   | Hans Georg Anscheidt | Suzuki   | 50"36'2  | 8      |
| 2   | Rudolf Kunz          | Kreidler | +3"22'1  | 6      |
| 3   | Rudolf Schmälzle     | Kreidler | +3"23'3  | 4      |
| 4   | Ludwig Faßbender     | Kreidler | +1 ronde | 3      |
| 5   | Cees van Dongen      | Kreidler | +1 ronde | 2      |
| 6   | Janko-Florijan Štefe | Tomos    | +1 ronde | 1      |
| 7   | Peter Eser           | Honda    |          |        |
| 8   | Yves Le Toumelin     | Derbi    |          |        |

| Coureur         | Merk     | Oorzaak         |
| --------------- | -------- | --------------- |
| Barry Smith     | Derbi    |                 |
| Aalt Toersen    | Kreidler | Ontsteking      |
| Jan de Vries    | Kreidler | Versnellingsbak |
| Martin Mijwaart | Jamathi  | Ontsteking      |

| Coureur          | Merk     |
| ---------------- | -------- |
| Ángel Nieto      | Derbi    |
| Carlos Giró      | Derbi    |
| Francisco Cufi   | Derbi    |
| David Lock       | Honda    |
| Chris Walpole    | Honda    |
| Jim Pink         | Honda    |
| Leslie Griffiths | Honda    |
| Robin Udall      | Honda    |
| Jos Schurgers    | Kreidler |
| Paul Lodewijkx   | Jamathi  |

## Zijspanklasse

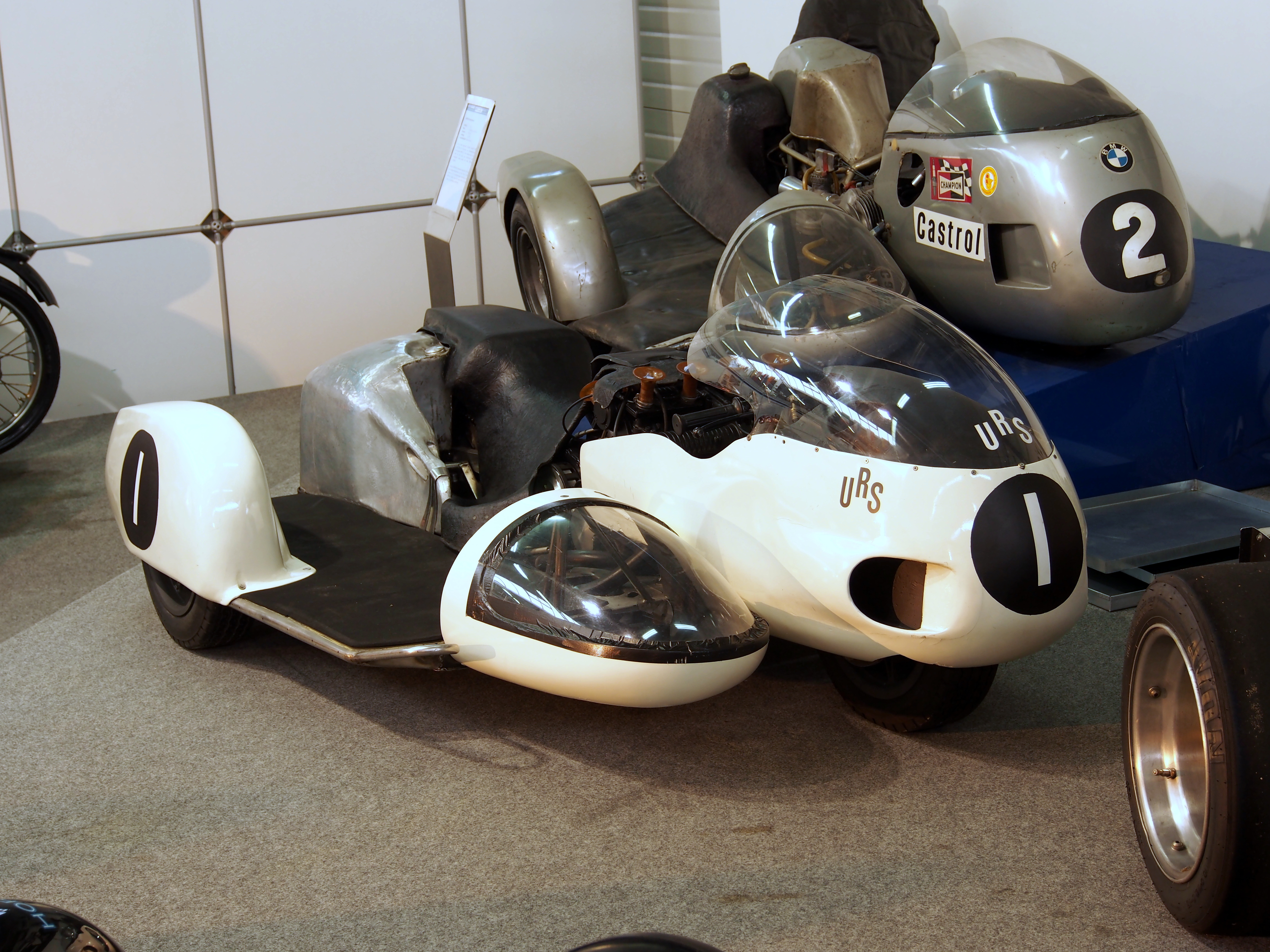
Met ongeveer 80 pk was de URS van Helmut Fath de concurrentie ruim de baas en nu de motor net lang genoeg heel bleef om de finish te halen scoorde hij de eerste overwinning.

In 1967 had BMW op een na alle punten van het wereldkampioenschap veroverd. Dat kwam onder andere doordat Helmut Fath grote moeite had zijn zelfbouw viercilinder URS betrouwbaar te maken, want deze machine was niet zelden de snelste van het veld. Bij de openingsrace van 1968 was het echter meteen raak: Fath/Kalauch wonnen de Duitse Grand Prix. Hun machine had nu acht inlaatkanalen en brandstofinjectie. Helemaal feilloos ging het nog niet, want de URS kwam rokend over de finish, maar achter hen waren ook BMW's aan het einde van hun krachten gekomen. Georg Auerbacher/Hermann Hahn werden tweede omdat de BMW van Siegfried Schauzu/Horst Schneider begon over te slaan. Zij werden derde. Regerend wereldkampioenen Klaus Enders/Ralf Engelhardt hadden een slechte start en de snelste raceronde gereden om weer bij te komen, maar meteen daarna bliezen zij hun BMW op.
| Pos | Coureur               | Bakkenist         | Merk | Tijd    | Punten |
| --- | --------------------- | ----------------- | ---- | ------- | ------ |
| 1   | Helmut Fath           | Wolfgang Kalauch  | URS  | 47"31'7 | 8      |
| 2   | Georg Auerbacher      | Hermann Hahn      | BMW  | +18'9   | 6      |
| 3   | Siegfried Schauzu     | Horst Schneider   | BMW  | +49'0   | 4      |
| 4   | Johann Attenberger    | Josef Schillinger | BMW  | +55'9   | 3      |
| 5   | Heinz Luthringshauser | Lothar Ronsdorf   | BMW  | +59'0   | 2      |
| 6   | Otto Kölle            | Rolf Schmid       | BMW  |         | 1      |
| 7   | Tony Wakefield        | Graham Milton     | BMW  |         |        |

| Coureur      | Bakkenist       | Merk | Oorzaak |
| ------------ | --------------- | ---- | ------- |
| Klaus Enders | Ralf Engelhardt | BMW  | Motor   |

| Coureur          | Bakkenist         | Merk | Oorzaak |
| ---------------- | ----------------- | ---- | ------- |
| Kenneth Calenius | Juhani Vesterinen | BMW  | [ 3 ]   |
| Ruben Bjarnemark | Lennart Rägmo     | BMW  | [ 3 ]   |

| Coureur              | Bakkenist       | Merk |
| -------------------- | --------------- | ---- |
| Jean-Claude Castella | Albert Castella | BMW  |
| Arsenius Butscher    | Josef Huber     | BMW  |
| Helmut Lünemann      | Neil Caddow     | BMW  |
| John Brandon         | Cliff Holland   | BMW  |
| Maurice Tombs        | Trevor Tombs    | BMW  |

1925 · 1926 · 1927 · 1928 · 1929 · 1930 · 1931 · 1933 · 1934 · 1935 · 1936 · 1937 · 1938 · 1939 · 1949 · 1950 · 1951 · 1952 · 1953 · 1954 · 1955 · 1956 · 1957 · 1958 · 1959 · 1960 · 1961 · 1962 · 1963 · 1964 · 1965 · 1966 · 1967 · 1968 · 1969 · 1970 · 1971 · 1972 · 1973 · 1974 · 1975 · 1976 · 1977 · 1978 · 1979 · 1980 · 1981 · 1982 · 1983 · 1984 · 1985 · 1986 · 1987 · 1988 · 1989 · 1990 · 1991 · 1992 · 1993 · 1994 · 1995 · 1996 · 1997 · 1998 · 1999 · 2000 · 2001 · 2002 · 2003 · 2004 · 2005 · 2006 · 2007 · 2008 · 2009 · 2010 · 2011 · 2012 · 2013 · 2014 · 2015 · 2016 · 2017 · 2018 · 2019 · 2021 · 2022 · 2023 · 2024 · 2025